# Флаг Светлогорского района
Флаг муниципального образования «Светлого́рский район» Калининградской области Российской Федерации — опознавательно-правовой знак, составленный и употребляемый в соответствии с вексиллологическими правилами, служащий символом муниципального образования, единства его территории, населения, прав и самоуправления.
Ныне действующий флаг утверждён 11 февраля 2013 года решением районного Совета депутатов Светлогорского района № 7 и внесён в Государственный геральдический регистр Российской Федерации с присвоением регистрационного номера 8134.

## Описание
«Прямоугольное полотнище с отношением ширины к длине 2:3, воспроизводящее композицию герба Светлогорского района в белом, синем, жёлтом, красном и чёрном цветах».
Геральдическое описание герба муниципального образования Светлогорского района гласит: «В скошенном слева червлёном и лазоревом поле тонкий чёрный крест, обременённый серебряным нитевидным костыльным крестом, поверх которых накрест серебряные епископский посох и, по линии скошения, обнажённый меч рукоятью вверх; поверх всего золотое солнце. Щит увенчан муниципальной короной установленного образца».

## Обоснование символики
Диагональное деление флага показывает неповторимость географического положения района на Самбийском полуострове, куда спускаются береговые откосы (клифы), самые высокие на Балтике, достигающие 60 м.
Синий цвет флага символизирует Балтийское море.
Сочетание красного и синего цветов символизирует Балтийские закаты.
Крест — символ христианства, распятия на кресте или «крестной муки». На флаге Светлогорского района он напоминает о временах Тевтонского ордена и крещения древних пруссов.
Меч — это защита Веры и символ слова Божия, которое несли епископы Самбии.
Епископский посох (пастораль) является символом пасторства, главенства, руководства, скитания. Посох — как символ духовной власти, данной Богом над верующими, как власть пастуха над своим стадом. Посох имеет вид пастушьей палки с загнутой верхней частью, спиралевидной формы.
Меч и посох — это единство светской и духовной власти, которую осуществляли Самбийские епископы. Белый цвет (серебро) на флаге Светлогорского района — это символ чистоты и открытости.
Солнце отражает как название города-курорта Светлогорска так и древнее поселение Раушен, носящее своё название от имени балтийско-варяжского-славянского племени руссов, которые изображали солнце на своих щитах.
Золотое (янтарное) улыбающееся Солнце — это своеобразный символ Светлогорского района. Солнце над морем, солнце над пляжами, символ красоты и богатства, источник процветания и жизненной силы. Прямые лучи солнца символизируют свет, волнистые тепло.

## История
5 октября 2006 года, решением окружного Совета депутатов Светлогорского городского округа № 88, был утверждён флаг муниципального образования «Светлогорский городской округ».
25 октября 2007 года Светлогорский городской округ преобразован в Светлогорский муниципальный район.
11 февраля 2013 года, решением районного Совета депутатов Светлогорского района № 6, решение от 5 октября 2006 года признано утратившим силу и, в этот же день, решением районного Совета депутатов Светлогорского района № 7, был утверждён ныне действующий флаг муниципального образования «Светлогорский район».

### Описание
«Прямоугольное полотнище, разделённое на две равновеликие горизонтальные полосы. Верхняя — белого цвета, нижняя — синего цвета. На белом поле, в левом верхнем углу, изображён герб муниципального образования „Светлогорский городской округ“. Отношение ширины флага к его длине 2:3».

### Обоснование символики
Герб муниципального образования «Светлогорский городской округ» представляет собой геральдический щит. В верхней части герба расположена надпись «Светлогорск» белого цвета, ниже в правой верхней части герба расположено изображение герба Раушена, в левой верхней части герба находится изображение чайки, выполненное в белом цвете. В нижней волнообразной оконечности щита расположено изображение морской волны синего цвета. Выше изображения волны ближе к центру щита изображён полудиск заходящего солнца оранжевого цвета.